# Tokai Gakki

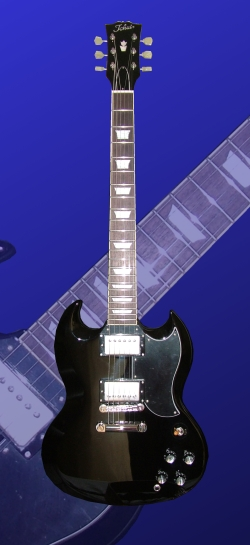
Гитара Tokai SG-60

Tokai Gakki Co., Ltd. (яп. 東海楽器製造株式会社, также известен как Tokai Guitars Company Ltd.) — фирма, основанная в городе Хамамацу (Япония)

## История
Компания изначально занималась производством гармоник и фортепиано. В 1961 году она выпустила свою первую мелодику Pianica. В 1973 году появились банджо и клавишные, а в 1975 году — электропианино
Компания стала производить классические гитары в 1965 году, а свою первую электрогитару она выпустила в 1968 году под названием Humming Bird, которая была создана на основе Mosrite Mark I и II. В 1970 году появилась акустическая гитара Humming Bird Custom (не путать с моделью Hummingbird от Gibson).
Кроме этого, фирма выпускала арфы.
С 1970 по 1973 год, компания Tokai производила акустические гитары Conn по контракту с C.G. Conn, а в 1972 году компания заключила совместное предприятие с C. F. Martin & Company для поставок деталей для акустических гитар. В 1975 году компания выпустила собственную линейку акустических гитар Cat's Eyes, которые были копиями гитар C.F. Martin.
В период с 1977 по 1978 год компания Tokai начала производить различные реплики электрогитар и бас-гитар Fender и Gibson. Эти модели известны под общим названием «гитары-копии». В 1978 году компания Tokai начала производить реплику электрогитары Gibson Les Paul под названием «Les Paul Reborn». К 1980 году название было изменено на «Reborn Old», а затем на нынешнее — «Love Rock». Смена названия была вызвана угрозами со стороны американских гитарных компаний обратиться в суд для защиты своих авторских прав. Tokai также выпускала реплики Fender — «Springy Sound» (серия ST, копия Fender Stratocaster) и «Breezy Sound» (серия TE, копия Fender Telecaster), а Стиви Рэй Вон и Чак Хаммер в своё время играли на гитаре «Tokai Springy Sound». Эта гитара была оснащена звукоснимателями с губчатой мембраной, и её можно увидеть на обложке его второго студийного альбома «Couldn’t Stand the Weather».
С 1981 года и до конца 1980-х годов компания Tokai выпускала бас-гитары MBX (среднего размера) и LBX (длинного размера). MBX 45 и 50 — это бас-гитары в стиле джаз с одним порожком, а MBX 70 — с двумя порожками собственной разработки, которые высоко ценятся.
В 1982 году компания Tokai представила гитару с алюминиевым корпусом под названием Talbo (Tokai Aluminium Body), на которой в своё время играла группа Devo. У Tokai есть собственная фабрика по производству инструментов, и они изготавливают гитары для известных брендов по контракту (OEM). Компания Tokai недолгое время производила гитары Fender Japan для продажи в Японии только во время перехода от Fujigen к производству Dyna. Это продолжалось несколько месяцев, а затем Dyna была исключена из списка поставщиков.
Tokai Gakki была приобретена компанией Grace Company, Ltd. в ноябре 2021 года и стала её дочерней компанией. Она будет работать под управлением Unisound, подразделения музыкальных инструментов компании Grace.

## Производство
Первоначальная цена продажи в японских иенах часто указывается в номере модели, например, TLS-100 = 100 000 японских иен. Более дорогие реплики Tokai Gibson имеют нитроцеллюлозную отделку и длинные шипы на шейке. Гитары Tokai производились в Японии, Южной Корее и Китае. Корейское производство началось примерно в середине 1990-х. Гитары Tokai, произведённые в Корее (MIK), стоят дешевле, похожи на корейские гитары Epiphone и их можно отличить по крышке анкерного стержня. У японских гитар крышка анкерного стержня с двумя винтами, а у корейских — с тремя (хотя у некоторых ранних корейских гитар крышка анкерного стержня с двумя винтами тоже есть). У гитар MIK обычно другой бридж в стиле Нэшвилла вместо обычного бриджа ABR-1. Кроме того, у реплик гитар MIK Gibson, гриф обычно сделан из клёна, а корпус — из ольхи, агатиса или нато.